# Sukiyabashi Jiro
Sukiyabashi Jiro (すきやばし次郎, Sukiyabashi Jirō) es un restaurante de sushi en el distrito de Ginza (Chūō, centro de Tokio). Es propiedad y está operado por el maestro de sushi Jiro Ono. Fue el primer restaurante de sushi del mundo en recibir tres estrellas de la Guía Michelin, pero como no aceptaba reservas del público en general, fue descartado de la guía y se le retiraron las estrellas en noviembre de 2019. De manera que el restaurante está restringido a una clientela de élite, y las reservas se deben realizar a través del conserje de un hotel de lujo.
El restaurante en sí solo tiene una barra con diez asientos. Una sucursal de dos estrellas operada por su hijo Takashi está ubicada en Roppongi Hills en Minato, Tokio. El difunto chef francés Joël Robuchon dijo que el restaurante era uno de sus favoritos en el mundo y que le enseñó que el sushi es un arte.